# Pareas formosensis
Pareas formosensis (лат.) — вид неядовитых змей из семейства Pareatidae. Эндемик Тайваня.

## Описание
Небольшая змея, общая длина до 70 см. Обитает во влажных горных местностях. Ведёт полудревесный ночной образ жизни. Питается змеями и слизнями. Яйцекладущий вид, в кладке 2—9 яиц. При рождении длина тела около 15 см. Отличается от остальных представителей рода радужной оболочкой глаза красного цвета и гладкой чешуёй.
В средней половине тела 15 рядов чешуи. Чешуя гладкая и блестящая, однако 5—7 рядов в задней части верхней половины тела несут слабокилеватые чешуйки. Удлинённая голова отделена от тела промежутком, форма головы от овальной до почти прямоугольной с тупым рылом. Тело тонкое, немного сжато с боков, хвост длинный. Глаза среднего размера, радужная оболочка ярко-коричневая, жёлто-коричневая или красновато-коричневая с разбросанными размытыми тёмными пятнами. Зрачок чёрный, овальной формы по вертикальной оси, без заметного круга или края. Язык длинный, от тёмно-серого до чёрного цвета, верхняя часть более тёмная. Верхняя часть головы светло-коричневая с нерегулярно разбросанными тёмными пятнами. Нижняя часть головы грязно-белого или кремового цвета с разбросанными чёрными пятнами. Губы светлые с разбросанными тёмными точками. Верхняя часть тела и хвост светло-коричневые или коричневые с чёрными крапинками на каждой чешуйке.